# Attilio Redolfi
Attilio Redolfi (* 8. September 1923 in Aviano; † 15. Juni 1997 in Draguignan) war ein italienisch-französischer Radrennfahrer.

## Sportliche Laufbahn
Redolfi war Straßenradsportler. In Italien geboren, nahm er 1949 die französische Staatsbürgerschaft an.
Als Amateur siegte er in den Eintagesrennen Paris–Gien und Paris–Briare 1946. Bei Paris–Ézy, dem traditionellen Saisonauftaktrennen in Frankreich wurde er 1945 Zweiter hinter Maurice Diot. Er wurde 1947 Berufsfahrer im Radsportteam Mercier-A. Leducq und blieb bis 1957 als Radprofi aktiv.
In seiner ersten Profisaison gewann er das Etappenrennen Tour de Lorraine mit einem Etappensieg sowie eine Etappe des Circuit pyrénéen. 1948 gewann er den Grand Prix d’Espéraza und den Prolog der Portugal-Rundfahrt. 1949 gewann Redolfi den Grand Prix de Marmande, 1950 die Tour de l’Ouest. 1951 wurde seine erfolgreichste Saison. Redolfi gewann die Marokko-Rundfahrt (vor Gino Sciardis), den Boucles de la Seine-Saint-Denis, Paris–Saint-Étienne und Etappen in der Marokko-Rundfahrt, im Critérium du Dauphiné sowie in der Algerien-Rundfahrt. 1952 folgte ein Tageserfolg in der Tour d’Afrique du Nord.
Zweite Plätze holte er im Circuit de l’Indre 1952, in der Tour de la Manche und bei Paris–Limoges 1953, in der Tour du Loiret und im Circuit de la Haute-Savoie 1954.
Dritter wurde Redolfi im Boucles de la Seine, im Circuit de la Haute-Savoie und in der nationalen Meisterschaft im Straßenrennen 1949, bei Paris–Limoges 1950, in der Flandern-Rundfahrt und bei Paris–Tours 1951, in der Tour de Picardie 1954, im Circuit de la Haute-Savoie 1955 sowie bei Paris–Camembert 1956.
Die Tour de France fuhr er fünfmal. 1950 wurde er 20., 1949, 1951, 1953 und 1955 schied er jeweils aus. Im Giro d’Italia 1956 schied er ebenfalls aus.

## Berufliches
Redolfi betrieb später in Savigny-sur-Orge ein Fahrradgeschäft.